# Sentenza CEDU Ilva di Taranto
La sentenza CEDU Ilva di Taranto è il provvedimento giurisdizionale emesso dalla Corte europea dei diritti dell'uomo il 24 gennaio 2019.

## Storia
Nel 2013, la farmacista Daniela Spera, presidente del “Comitato Legamjonici” promuove il primo ricorso collettivo della città di Taranto alla Corte Europea dei Diritti dell'Uomo, coinvolgendo 52 cittadini residenti nel capoluogo jonico e nella provincia, di cui è anche rappresentante. L’idea nasce in seguito all’emanazione dei primi due decreti divenuti noti come “Decreti Salva ILVA” che consentivano il proseguimento dell’attività produttiva:
- Il primo decreto (decreto-legge n.207 del 3 dicembre 2012 convertito, con modificazioni, dalla legge n. 231 del 24 dicembre 2012)[1] stabiliva che gli impianti industriali dei siti dichiarati strategici a fini produttivi e occupazionali, in caso di sequestro preventivo[2][3], non dovevano essere fermati, nonostante la Magistratura tarantina avesse dimostrato, mediante apposite perizie chimico-ambientale[4] ed epidemiologica[5], la pericolosità degli stessi;
- Il secondo decreto (decreto-legge n. 61 del 4 giugno 2013 convertito, con modificazioni, dalla legge n. 89 del 3 agosto 2013) prevedeva che, in caso di reiterate violazioni da parte dei gestori dell’ILVA nell’adempimento delle prescrizioni contenute nell’Autorizzazione Integrata Ambientale (A.I.A.), già divenuta più restrittiva in seguito alle indicazioni fornite dalla Magistratura, l’azienda sarebbe stata affidata ad un Commissario straordinario nominato dal Governo.[6]

È a questo punto che viene presentato il ricorso "Cordella e altri contro l’Italia". I ricorrenti, difesi dagli avvocati Sandro Maggio e Leonardo La Porta, contestano la violazione degli artt. 2 (Diritto alla vita), 8 (Diritto al rispetto della vita privata e familiare) e 13 (Diritto a un ricorso effettivo) della Convenzione europea dei diritti dell'uomo, denunciando l’Italia per non aver protetto la salute dei cittadini.
A sostegno del ricorso viene presentata una dettagliata documentazione, e informazioni integrative, in seguito ai nuovi “Decreti Salva ILVA”  emanati dal Governo italiano.
Nel 2015, analogo ricorso è presentato da altri 130 cittadini. 
I giudici europei decidono di fare un’unica trattazione per entrambi i ricorsi. 
La fase di dibattimento con lo Stato Italiano inizia nel 2016.
Dopo tre anni, il 24 gennaio 2019 i giudici europei riconoscono la violazione dell’art. 8 (avendo considerato l’art. 2 parte integrante dell’art. 8), e dell’art. 13 della Convenzione. La sentenza è diventata definitiva il 24 giugno dello stesso anno.

## Esecuzione della sentenza
L'organismo europeo deputato al controllo dell’esecuzione delle sentenze della Corte europea dei Diritti dell’Uomo è il Comitato dei Ministri. Dopo una prima riunione, nel mese di marzo 2020, i Delegati del Comitato dei Ministri ritengono insufficienti le informazioni fornite dall'Italia in merito alle misure applicate per tutelare la salute pubblica, così come imposto dalla sentenza. Per questo motivo chiedono ulteriori informazioni da presentare entro il mese di giugno 2020. In precedenza, il 30 aprile 2019, le autorità italiane hanno adottato il decreto legge n. 34 che ha abolito l'immunità penale e amministrativa per i responsabili dell'attuazione del piano ambientale, in particolare il commissario straordinario e l'acquirente dell'acciaieria, relativamente ad atti che si verificano dopo il 6 settembre 2019.
Nel frattempo L'Italia non fornisce alcuna informazione sullo stato di attuazione del piano ambientale o sull'impatto sulla salute dei residenti locali. Le informazioni di pubblico dominio indicano che nella prima metà del 2020 sono stati sostanzialmente rispettati i termini per lo svolgimento di interventi specifici previsti dal piano. Tuttavia, la pandemia di COVID-19 e le relative restrizioni hanno influenzato l'adozione tempestiva di alcune misure, posticipate al 2021. Per quanto riguarda l'impatto dell'acciaieria sulla salute pubblica, i rappresentanti dei ricorrenti (Daniela Spera, Sandro Maggio e Leonardo La Porta) inviano da maggio 2020 a marzo 2021 quattro comunicazioni. Informano che nel mese di marzo 2020 il sindaco di Taranto ha disposto la chiusura dell'impianto per tutelare la salute pubblica. La decisione è stata sospesa fino all'ottobre 2020 dal Tribunale amministrativo di Lecce, che ha chiesto ulteriori informazioni prima di prendere una decisione nel merito. Inoltre, i rappresentanti dei ricorrenti sottolineano che il rinvio al 2021 della chiusura dei nastri trasportatori utilizzati dall'impianto per il trasporto di ferro e carbone (una delle misure del piano ambientale) ha prolungato l'esposizione della popolazione locale a sostanze tossiche immesse in atmosfera. A questo proposito, hanno riferito che nel luglio 2020, forti venti hanno disperso una grande quantità di polvere inquinante proveniente dall'impianto siderurgico verso il rione Tamburi di Taranto. L'11 marzo 2021 i Delegati del Comitato dei Ministri giudicano ancora una volta insufficienti le informazioni relative al piano d'azione fornito dall'Italia (18 gennaio 2021). In particolare, i Delegati le giudicano carenti di un cronoprogramma chiaro sui tempi di attuazione degli interventi e prive di dati sull'impatto dell'attività siderurgica sulla salute pubblica, pertanto chiedono ulteriori informazioni da presentare entro il 30 giugno 2021.